# فضة نانوية

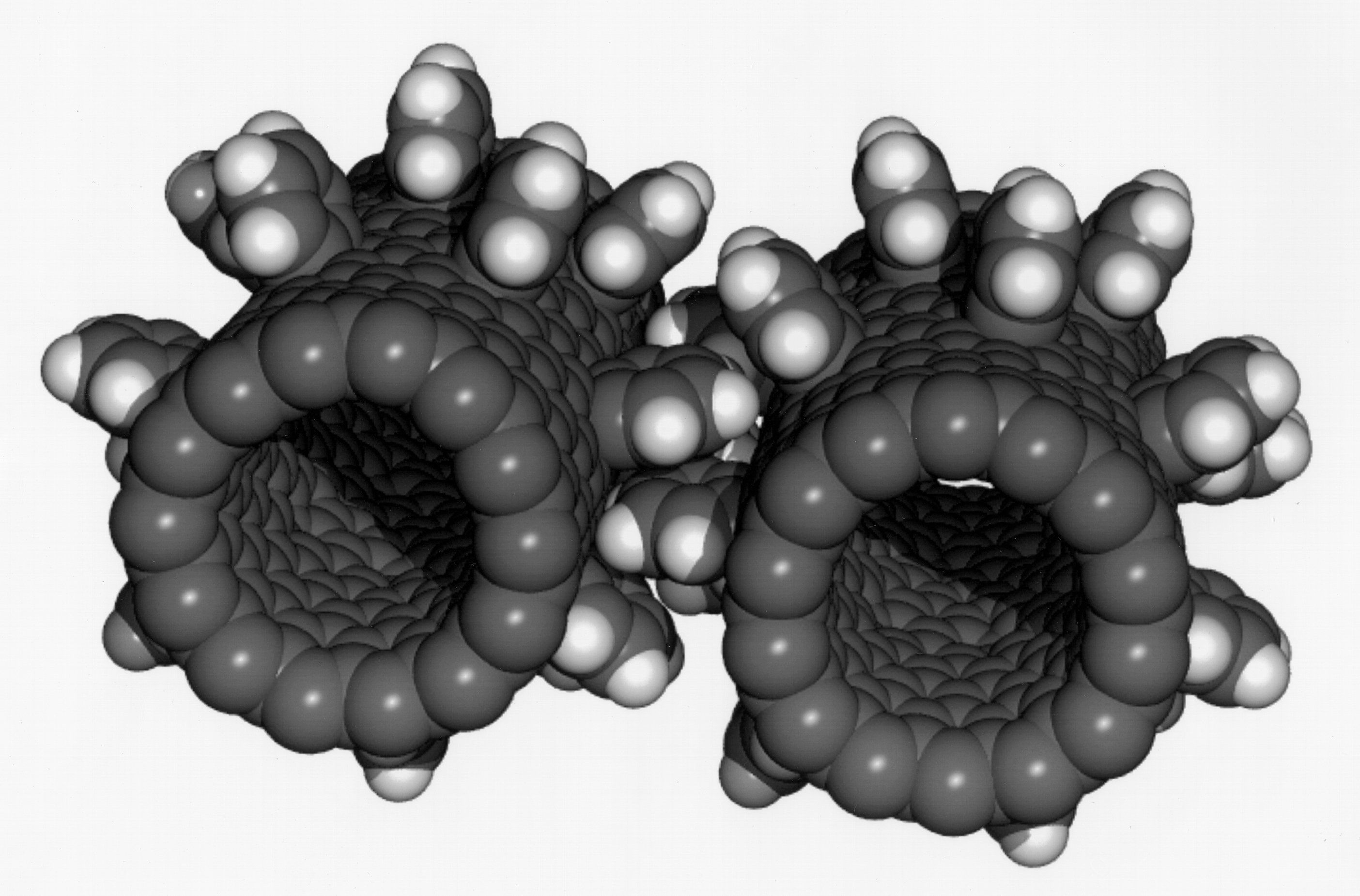
قام الباحثون بمحاكاة ربط جزيئات البنزين بالجزء الخارجي من الأنبوب النانوي لتشكيل أسنان التروس. الأنابيب النانوية هي أنابيب ذات حجم جزيئي مصنوعة من ذرات الكربون. "لقيادة" التروس، قام الكمبيوتر العملاق بمحاكاة الليزر الذي يعمل كمحرك. يقوم الليزر بإنشاء مجال كهربائي حول الأنبوب النانوي. يتم وضع ذرة موجبة الشحنة على أحد جانبي الأنبوب النانوي، وذرة سالبة الشحنة على الجانب الآخر. يقوم المجال الكهربائي بسحب الأنبوب النانوي مثل دوران العمود.

فضة نانوية (بالإنجليزية: Silver Nano)‏ هي علامة تجارية لأحد المضادات الحيوية التي تستخدم الفضة في الغسالة، الثلاجة، و مكيف الهواء، لتنقية الهواء مكنسة كهربائية المستندات التي أدخلتها سامسونج في أبريل 2003.

## تطبيقات مفيدة
شركات مثل سامسونج للمواد المنزلية مثل الثلاجات أو أجهزة تكييف الهواء مع طلاء للفضة النانوية لطلاء الأسطح الداخلية لجعلها مضادة للبكتيريا ومضادة للفطريات.

## الاهتمامات الصحية
انطلقت من فكرة أن الفضة لها القدرة على قتل البكتيريا. لكن العلماء لا يزالون غير متأكدين ما إذا كانت آمنة للبشر. هذا مجال البحث لا يزال في مرحلة بدائية جدا.